# Дофин (окръг, Пенсилвания)
Вижте пояснителната страница за други значения на Дофин.
Окръг Дофин (на английски: Dauphin County) е окръг в щата Пенсилвания, Съединени американски щати. Площта му е 1445 km², а населението - 275 710 души (2017). Административен център е град Харисбърг, столицата на щата.